# Miroslav Rys
Miroslav Rys (17. srpna 1932, Kladno-Rozdělov – 27. listopadu 2020) byl československý hráč ledního hokeje a bývalý ligový fotbalista, obránce a záložník.
Jeho mladší bratr Lubomír Rys je bývalý hokejista Kladna a Košic, starší bratr Karel Rys byl předseda MěNV Kladno v roce 1990.

## Lední hokej

### Klubové statistiky
| Sezona     | Klub                  | Soutěž     | Základní část | Základní část | Základní část | Základní část | Základní část | Play off | Play off | Play off | Play off | Play off |
| Sezona     | Klub                  | Soutěž     | Z             | G             | A             | B             | TM            | Z        | G        | A        | B        | TM       |
| ---------- | --------------------- | ---------- | ------------- | ------------- | ------------- | ------------- | ------------- | -------- | -------- | -------- | -------- | -------- |
| 1950-51    | Sokol SONP Kladno "B" | TCH-3      | —             | —             | —             | —             | —             | —        | —        | —        | —        | —        |
| 1951-52    | Sokol SONP Kladno "B" | TCH-3      | —             | —             | —             | —             | —             | —        | —        | —        | —        | —        |
| 1952-53    | Sokol SONP Kladno "B" | TCH-3      | —             | —             | —             | —             | —             | —        | —        | —        | —        | —        |
| 1953-54    | ČH Bratislava         | TCH-2      | —             | —             | —             | —             | —             | —        | —        | —        | —        | —        |
| 1954-55    | Rudá hvězda Brno      | TCH        | 2             | 0             | 0             | 0             | —             | —        | —        | —        | —        | —        |
| 1955-56    | Baník Kladno          | TCH        | —             | —             | —             | —             | —             | —        | —        | —        | —        | —        |
| 1956-57    | Baník Kladno          | TCH        | —             | —             | —             | —             | —             | —        | —        | —        | —        | —        |
| 1957-58    | Baník Kladno          | TCH        | —             | —             | —             | —             | —             | —        | —        | —        | —        | —        |
| 1958-59    | SONP Kladno           | TCH        | 22            | 10            | 0             | 10            | —             | —        | —        | —        | —        | —        |
| 1959-60    | SONP Kladno           | TCH        | 14            | 5             | 0             | 5             | —             | —        | —        | —        | —        | —        |
| 1960-61    | SONP Kladno           | TCH        | —             | —             | —             | —             | —             | —        | —        | —        | —        | —        |
| 1961-62    | SONP Kladno           | TCH        | —             | —             | —             | —             | —             | —        | —        | —        | —        | —        |
| 1962-63    | SONP Kladno           | TCH        | —             | —             | —             | —             | —             | —        | —        | —        | —        | —        |
| TCH celkem | TCH celkem            | TCH celkem | 38            | 15            | 0             | 15            | —             | —        | —        | —        | —        | —        |

### Hokejové reprezentační statistiky
| Rok  | Tým            | Událost | Z | G | A | B | TM |
| ---- | -------------- | ------- | - | - | - | - | -- |
| 1959 | Československo | MS      | 2 | 0 | 0 | 0 | 0  |

## Fotbalová kariéra
V československé lize hrál v letech 1955–1965 za Baník Kladno na pozici obránce a záložníka. Nastoupil ve 188 ligových utkáních a dal 18 gólů. Za reprezentační B-tým nastoupil v letech 1957–1958 v 7 utkáních. Po emigraci hrál od roku 1968 do svých šestačtyřiceti let fotbal za chicagskou Spartu. Do Česka se vrátil v roce 1994.

### Fotbalová ligová bilance
| Ročník                                   | Zápasy | Góly | Klub         |
| ---------------------------------------- | ------ | ---- | ------------ |
| Přebor československé republiky 1955     | -      | -    | Baník Kladno |
| 1. československá fotbalová liga 1956    | -      | -    | Baník Kladno |
| 1. československá fotbalová liga 1957/58 | -      | -    | Baník Kladno |
| 1. československá fotbalová liga 1960/61 | -      | -    | Baník Kladno |
| 1. československá fotbalová liga 1961/62 | -      | -    | SONP Kladno  |
| 1. československá fotbalová liga 1962/63 | -      | -    | SONP Kladno  |
| 1. československá fotbalová liga 1963/64 | -      | -    | SONP Kladno  |
| 1. československá fotbalová liga 1964/65 | -      | -    | SONP Kladno  |
| CELKEM                                   | 188    | 18   |              |